# Liste de ponts de la Sarthe

## Ponts de longueur supérieure à 100 m
Les ouvrages de longueur totale supérieure à 100 m du département de la Sarthe sont classés ci-après par gestionnaires de voies.

## Ponts de longueur comprise entre 50 m et 100 m
Les ouvrages de longueur totale comprise entre 50 et 100 m du département de la Sarthe sont classés ci-après par gestionnaires de voies.

## Ponts présentant un intérêt architectural ou historique
Les ponts de la Sarthe inscrits à l’inventaire national des monuments historiques sont recensés ci-après.
- Pont dit le Vieux Pont - Asnières-sur-Vègre - XIXe siècle
- Vieux pont sur la Vègre - Asnières-sur-Vègre - XIXe siècle
- Pont - Auvers-le-Hamon - XIVe siècle ; XVe siècle
- Pont muletier du moulin Fresnay - Auvers-le-Hamon
- Pont (ancien) - Beaumont-sur-Sarthe
- Pont de la Boierie - La Flèche - XVIIe siècle ; XVIIIe siècle ; XIXe siècle
- Pont des Carmes - La Flèche - XIe siècle ; XVIe siècle ; XVIIe siècle ; XIXe siècle
- Pont dit romain ou roman - Maresché
- Pont sur l'Huisne - Montfort-le-Gesnois - XVe siècle
- Pont - Parcé-sur-Sarthe - XIXe siècle
- Pont - Sablé-sur-Sarthe - XIXe siècle
- Pont - Sablé-sur-Sarthe - XIXe siècle
- Pont de chemin de fer - Sablé-sur-Sarthe - XIXe siècle
- Pont de chemin de fer - Sablé-sur-Sarthe - XIXe siècle
- Pont dit le Grand Pont - Sablé-sur-Sarthe - XVIIIe siècle ; XIXe siècle ; XXe siècle

## Sources
Base de données Mérimée du Ministère de la Culture et de la Communication.